# Steven van Weyenberg
Steven Peter Robert Albert van Weyenberg (Gent, 21 maart 1973) is een Nederlands econoom en politicus. Hij is lid van D66. Sinds 14 mei 2025 is hij wethouder van Amsterdam.
Daarvoor was Van Weyenberg minister van Financiën (2024) en staatssecretaris van Onderwijs, Cultuur en Wetenschap (2023–2024) in het demissionaire kabinet-Rutte IV, staatssecretaris van Infrastructuur en Waterstaat in het demissionaire kabinet-Rutte III (2021–2022) en Tweede Kamerlid (2012–2021 en 2022–2023).

## Maatschappelijk leven

### Studie
Van Weyenberg ging van 1985 tot 1991 naar de Rijksscholengemeenschap "West-Friesland" in Hoorn en behaalde zijn gymnasiumdiploma. Hij studeerde daarna economie (1991-1992, propedeuse), algemene economie (1992-1996, doctoraal) en internationale betrekkingen (1992-1997, doctoraal) aan de Universiteit van Amsterdam. Van 1996 tot 1997 volgde hij een postdoctorale beroepsopleiding Financieel-Economisch Beleidsmedewerker aan de Erasmus Universiteit Rotterdam en bij de ministeries van Economische Zaken, Financiën en Sociale Zaken en Werkgelegenheid.

### Loopbaan
In 1996 was Van Weyenberg stagiair bij de OVSE als assistent van Ed van Thijn in Sarajevo. Hierna werkte hij dertien jaar lang bij het ministerie van Economische Zaken. Daar was hij opeenvolgend senior beleidsmedewerker (1997-2001) en MT-lid (2001-2004) van de directie Algemene Economische Politiek, MT-lid (2004-2006) van de directie Europese integratie en Strategie, plaatsvervangend directeur Europa, Mededinging en Consumenten (2006-2010) en directeur Bureau Europa (2010). Daarna werkte hij twee jaar bij het ministerie van Sociale Zaken en Werkgelegenheid als directeur Relatiebeheer, Uitvoeringsontwikkeling en Aansturing (2010-2012) en als waarnemend directeur Naleving (2012).

### Nevenfuncties
Na de gemeenteraadsverkiezingen van 2022 was Van Weyenberg informateur in de gemeente Utrecht. Hij was vanaf 2020 lid van de kascommissie van het Hofstads Jeugdorkest.

### Persoonlijk
Van Weyenberg is gehuwd en heeft een dochter.

## Politiek leven

### Tweede Kamer
In 1994 werd Van Weyenberg lid van D66 en de Jonge Democraten. Bij de Tweede Kamerverkiezingen 2012 stond hij op de achtste plaats van de kandidatenlijst van D66 en werd verkozen tot lid van de Tweede Kamer. Bij de Tweede Kamerverkiezingen 2017 werd hij herkozen. Hij had in de periode 2017-2021 de portefeuille AOW en pensioenen, arbeidsmarkt, arbeidsongeschiktheid, ZZP'ers en belastingen. Bij de Tweede Kamerverkiezingen 2021 werd hij wederom herkozen.

### Kabinet-Rutte III
Op 14 juli 2021 werd Van Weyenberg met ingang van 10 augustus van dat jaar benoemd tot staatssecretaris van Infrastructuur en Waterstaat in het demissionaire kabinet-Rutte III als opvolger van Stientje van Veldhoven. Hij was verantwoordelijk voor milieu en openbaar vervoer. Zijn portefeuille als Tweede Kamerlid werden tijdelijk overgenomen door Marijke van Beukering (arbeidsmarkt & sociale zekerheid), Alexander Hammelburg (begroting en belastingen), Joost Sneller (wet open overheid) en Romke de Jong (steunpakket corona & wet werken). Aanvankelijk behield Van Weyenberg zijn Kamerlidmaatschap, maar nadat daar ophef over ontstond gaf hij toch zijn zetel op.

### Tweede Kamer
Van Weyenberg kreeg na zijn staatssecretarisschap geen kabinetspost in kabinet-Rutte IV en keerde op 18 januari 2022 terug in de D66-fractie in de Tweede Kamer. Als Tweede Kamerlid had hij vanaf 2022 in zijn portefeuille financiën en financiële markten en was hij vice-fractievoorzitter van de D66-fractie. In augustus 2023 kondigde hij aan zich niet verkiesbaar te stellen voor de Tweede Kamerverkiezingen van 2023. Op 5 december 2023 nam hij afscheid van de Tweede Kamer en werd hij ridder in de Orde van Oranje-Nassau. Op 6 december 2023 trad hij toe tot het demissionaire Kabinet-Rutte IV.

### Kabinet-Rutte IV
Op 6 december 2023 volgde Van Weyenberg Gunay Uslu als staatssecretaris van Onderwijs, Cultuur en Wetenschap in het demissionaire kabinet-Rutte IV. Hij was verantwoordelijk voor cultuur en media. Op 12 januari 2024 volgde hij Rob Jetten op als minister van Financiën in datzelfde kabinet. Zijn ministerschap kwam teneinde op 2 juli 2024, toen het kabinet-Schoof aantrad.

### Wethouder
Op 14 mei 2025 werd Van Weyenberg namens D66 wethouder van grond & ontwikkeling, ruimtelijke ordening en woningbouw in Amsterdam. Hij volgde Reinier van Dantzig op; die legde zijn functie neer nadat er multiple sclerose bij hem was vastgesteld.
- Parlement.com: vj0nggwf3or2